# Anacanthus barbatus
Anacanthus barbatus is een  straalvinnige vissensoort uit de familie van vijlvissen (Monacanthidae). De wetenschappelijke naam van de soort is voor het eerst geldig gepubliceerd in 1830 door Gray.
De soort staat op de Rode Lijst van de IUCN als niet bedreigd, beoordelingsjaar 2009.